# Бородин, Юрий Иванович
Ю́рий Ива́нович Бороди́н (22 марта 1929, Благовещенск, Дальневосточный край — 9 ноября 2018, Новосибирск) — советский и российский лимфолог, лауреат премии Правительства Российской Федерации (1998), заслуженный деятель науки Российской Федерации (1999), академик РАМН, доктор медицинских наук, профессор, почётный гражданин города Новосибирска (2000).

## Биография
Юрий Бородин родился 22 марта 1929 года в городе Благовещенске Амурской области в семье служащих. С 1941 года — в эвакуации в Новосибирске, где он окончил школу № 57. В 1947—1953 годах учился в Новосибирском государственном медицинском институте, окончил его с отличием и получил квалификацию «врач-лечебник». Остался в аспирантуре при кафедре нормальной анатомии, где его научным руководителем был профессор К. В. Ромодановский. В 1956 году защитил кандидатскую диссертацию на тему «Иннервация подколенного лимфоузла кошки и влияние нервов на ток жидкости через узел».
В 1956—1962 годах преподавал Новосибирском медицинском институте: сначала ассистент, а с 1959 по 1962 год — доцент кафедры.
В 1962—1964 годах — учёный секретарь, а затем директор Института экспериментальной биологии и медицины СО АМН СССР (ныне разделенный на Национальный медицинский исследовательский центр имени академика Е. Н. Мешалкина и НИИ физиологии и фундаментальной медицины СО РАМН).
В 1964 году сменил К. В. Ромодановского в должности заведующего кафедрой нормальной анатомии Новосибирского мединститута, проработал на этом посту до 1989 года. В 1969 году защитил докторскую диссертацию на тему «Анатомо-экспериментальное исследование лимфатических путей и вен в нормальных условиях гемодинамики и при венозном застое». В 1970 году получил звание профессора и был назначен проректором Новосибирского медицинского института. С 1971 по 1980 год — ректор института.
В 1975 году избран членом-корреспондентом, а в 1980 году — действительным членом АМН СССР. В 1980—1989 годах возглавлял Сибирское отделение АМН СССР. В 1983 году избран вице-президентом АМН СССР.
В 1989 году перешёл на работу в Верховный Совет СССР (председатель Комитета по охране здоровья народа, член Президиума Верховного Совета СССР), после чего ушёл с должностей вице-президента и председателя СО АМН СССР. В 1991 году Бородин стал инициатором создания Научно-исследовательского института клинической и экспериментальной лимфологии СО РАМН. Он возглавлял этот институт до 2004 года. В то же время с 1989 года оставался профессором кафедры анатомии человека Новосибирского медицинского института. Жил в Стоквартирном доме (мемориальная доска).
Юрий Бородин занимался исследованиями в области экспериментальной, клинической и профилактической лимфологии. Сформулировал новое направление в экспериментальной лимфологии — лимфоаденологию. Руководил работами по выявлению путей управления транспортной и иммунной функциями лимфатической системы с помощью радоновых и речных бальнеопроцедур, полифенольных соединений из местных лекарственных растений, за что был удостоен премии Правительства Российской Федерации. Он является автором более 600 научных работ, включая около 30 монографий. Важнейшие из них: «Экспериментальное исследование лимфатического русла» (1975), «Микролимфология» (1983), «Лимфатический узел при циркуляторных нарушениях» (1986), «Общая анатомия лимфатической системы» (1990), «Функциональная анатомия лимфатического узла» (1992), «Частная анатомия лимфатической системы» (1995), «Сорбционно-лимфатический дренаж в гнойно-септической хирургии» (1996), «Патогенетические подходы к лимфокоррекции в клинике» (1997), «Лимфатическая система и лимфотропные средства» (1997), «Очерки по клинической лимфологии» (2001). Воспитал большое количество учеников и последователей. Среди них ректор НГМУ Игорь Олегович Маринкин.
Скончался 9 ноября 2018 года. Похоронен на Заельцовском кладбище Новосибирска (квартал 103).

## Награды
- Премия Правительства Российской Федерации в области науки и техники (1998)[5]
- Заслуженный деятель науки Российской Федерации (1999)[5]
- Премия имени Н. И. Пирогова РАМН (2000)[5]
- Почётный гражданин города Новосибирска (2000)[5][8]
- Орден Трудового Красного Знамени[5]
- Орден «Знак Почёта»[5]
- Орден Дружбы народов (29 августа 1994) — за большой вклад в развитие медицинской науки и подготовку высококвалифицированных специалистов[5][9]
- Памятный знак «За труд на благо города» (Новосибирск, 2013)[10]

## Память
- В честь Юрия Ивановича Бородина была переименована кафедра анатомии человека в НГМУ[11]
- 22 марта 2019 года открылась мемориальная доска на стене лабораторного корпуса НГМУ[12], на Стоквартирном доме[13]